# Herdenkingsmunten 30 jaar Europese vlag
De Herdenkingsmunten 30 jaar Europese vlag zijn speciale versies van de 2-euro munt.
In de tweede helft van 2015 is er een vierde gemeenschappelijke herdenkingsmunt van € 2 uitgegeven met als thema 30 jaar Europese vlag. De munt is door alle EU-landen – die tevens in de eurozone zitten – uitgegeven, met ieder land zijn eigen versie. Dat betekent dat Andorra, Monaco, San Marino en Vaticaanstad er geen hebben uitgebracht. Op 6 augustus 2015 was Finland het eerste land dat de munt heeft uitgegeven en de rij der uitgevende landen werd op 23 december 2015 gesloten door Griekenland.
Op basis van een wedstrijd tussen alle munthuizen van het eurogebied heeft een professionele jury tussen 23 en 27 maart 2015 de beste 5 ontwerpen geselecteerd. Het winnende ontwerp kon dan door de burgers en inwoners van de EU worden gekozen via stemming op een speciaal daartoe opgezette website. Vanaf 20 april 2015 t/m 27 mei 2015 kon er worden gestemd op een ontwerp. Het winnende ontwerp, met 30% van de stemmen, werd op 28 mei 2015 bekendgemaakt en kwam van de hand van George Stamatopoulos, ontwerper bij de Bank van Griekenland. George Stamatopoulos had voordien al meerdere Griekse nationale 2 euro-herdenkingsmunten ontworpen en was ook verantwoordelijk voor het ontwerp van de tweede gemeenschappelijke herdenkingsmunt van € 2 met als thema de viering van 10 jaar EMU. Zie ook Herdenkingsmunten 10 jaar EMU.

## Ontwerp van de munt
Op de munt is de EU-vlag weergegeven die symbool staat voor een verbond tussen volkeren en culturen met een gemeenschappelijke visie op en gemeenschappelijke idealen voor een betere toekomst. Twaalf sterren veranderen in menselijke figuren die de geboorte van een nieuw Europa omarmen. Rechts bovenaan staan in een halve cirkel het land van uitgifte en de jaartallen „1985-2015”. Onderaan rechts staan de initialen van de ontwerper (Georgios Stamatopoulos). Op de buitenrand van de munt zijn de twaalf sterren van de Europese vlag afgebeeld.

## Overzicht deelnemende landen
| Afbeelding | Land                 | Opschrift                             | Oplage     |
| ---------- | -------------------- | ------------------------------------- | ---------- |
|            | Eurolanden van de EU | ISSUING COUNTRY, 1985-2015            | 51.427.500 |
|            | België               | BELGIE-BELGIQUE-BELGIEN, 1985-2015    | 412.500    |
|            | Cyprus               | ΚΥΠΡΟΣ KIBRIS, 1985-2015              | 350.000    |
|            | Duitsland            | BUNDESREPUBLIK DEUTSCHLAND, 1985-2015 | 30.150.000 |
|            | Estland              | EESTI, 1985-2015                      | 350.000    |
|            | Finland              | SUOMI FINLAND, 1985-2015              | 500.000    |
|            | Frankrijk            | RÉPUBLIQUE FRANÇAISE, 1985-2015       | 4.020.000  |
|            | Griekenland          | ΕΛΛΗΝΙΚΗ ΔΗΜΟΚΡΑΤΙΑ, 1985-2015        | 750.000    |
|            | Ierland              | éire, 1985-2015                       | 1.000.000  |
|            | Italië               | REPUBBLICA ITALIANA, 1985-2015        | 1.005.000  |
|            | Letland              | LATVIJA, 1985-2015                    | 1.010.000  |
|            | Litouwen             | LIETUVA, 1985-2015                    | 750.000    |
|            | Luxemburg            | LËTZEBUERG, 1985-2015                 | 510.000    |
|            | Malta                | MALTA, 1985-2015                      | 300.000    |
|            | Nederland            | NEDERLAND, 1985-2015                  | 1.000.000  |
|            | Oostenrijk           | REPUBLIK ÖSTERREICH, 1985-2015        | 2.500.000  |
|            | Portugal             | PORTUGAL, 1985-2015                   | 520.000    |
|            | Slovenië             | SLOVENIJA, 1985-2015                  | 1.000.000  |
|            | Slowakije            | SLOVENSKO, 1985-2015                  | 1.000.000  |
|            | Spanje               | ESPAÑA, 1985-2015                     | 4.300.000  |